# Paectes pygmaea
Paectes pygmaea är en fjärilsart som beskrevs av Jacob Hübner 1818. Paectes pygmaea ingår i släktet Paectes och familjen nattflyn. Inga underarter finns listade i Catalogue of Life.